# Hal Roach Studios
Les Hal Roach Studios sont des studios de cinéma fondés en 1919 par Hal Roach, qui ont fermé en 1963.
Ils étaient situés au nord de la Landmark Street à Culver City (près de Los Angeles), et faisaient face aux Lehrman Studios.
Idéalement situés en Californie, ils bénéficiaient d'un important ensoleillement, idéal pour pouvoir tourner les scènes d'extérieur.
De très nombreuses comédies populaires (avec en particulier Laurel et Hardy ou Harold Lloyd) — et pendant la Seconde Guerre mondiale près de quatre cents films de propagande patriotique, dans lesquels jouaient Ronald Reagan, James Stewart, Clark Gable, incarnant de vaillants soldats américains — y ont été tournées par la FMPU (First Motion Picture Unit (en)).

## Historique
En 1919, Hal Roach déjà à la tête d'une société de production est contraint de déménager car son studio de Los Angeles ne peut plus s'agrandir. Il achète une parcelle à Culver City de 14,5 acres (58 679 m2)[réf. nécessaire].
Le complexe gagne le surnom de « The Lot of Fun » et compte jusqu'à cinquante-cinq bâtiments[réf. nécessaire]. 
Après la Seconde Guerre mondiale, le distributeur du studio United Artists est mal en point et Hal Roach convertit son studio dans la production télévisuelle et devient le premier studio uniquement spécialisé dans ce type de production. En homme d'affaires visionnaire, il produit les premières œuvres filmées destinées uniquement à la télévision : la série télévisée Our Gang (Les Petites Canailles) en particulier est pionnière du genre et a une longévité record.
En 1955, Hal Roach vend son studio à son fils mais la société se déclare en faillite en 1959.
En 1963, le complexe est détruit malgré des tentatives de le conserver sous le nom « Landmark Studios » et est remplacé par des commerces, des bureaux et des hangars industriels ; une plaque souvenir est apposée dans un parc mitoyen. 
Malgré la démolition du studio, la société reste un distributeur de films. Au début des années 1980, elle se lance dans la colorisation numérique.

## Commentaires
Ces studios, dirigés sur un mode paternaliste par la personnalité exceptionnelle qu'était Hal Roach, avaient reçu le  surnom « Lots of Fun » , et « Fort Roach » pendant la guerre. Roach les céda à son fils, mais celui-ci n'ayant ni le sens artistique ni le sens des affaires de son père, les studios Roach périclitèrent et fermèrent en 1963, puis furent démolis.
Le dernier film tourné sur le site de « Lots of Fun » a été L'offrande (en) (Dime with a Halo) de Boris Sagal (avec la star sexy BarBara Luna) en 1963 : l'action se déroulait au Mexique, et Sagal a estimé que les studios partiellement abandonnés et décrépits évoquaient Tijuana.

## Films tournés aux Hal Roach Studios
- 1929 : Ils vont faire boum ! (They Go Boom!) de James Parrott
- 1932 : Laurel et Hardy bonnes d'enfants de George Marshall
- 1932 : Marchands de poisson de George Marshall
- 1937 : Le Couple invisible de Norman Z. McLeod
- 1939 : Des souris et des hommes de Lewis Milestone
- 1948 : Jeanne d'Arc de Victor Fleming
- 1962 : La Conquête de l'Ouest d'Henry Hathaway, John Ford et George Marshall

## Séries télévisées tournées aux Hal Roach Studios
- 1952-1958 : Les Aventures de Superman, avec George Reeves dans le rôle de Superman